# E-серія (бронетехніка)

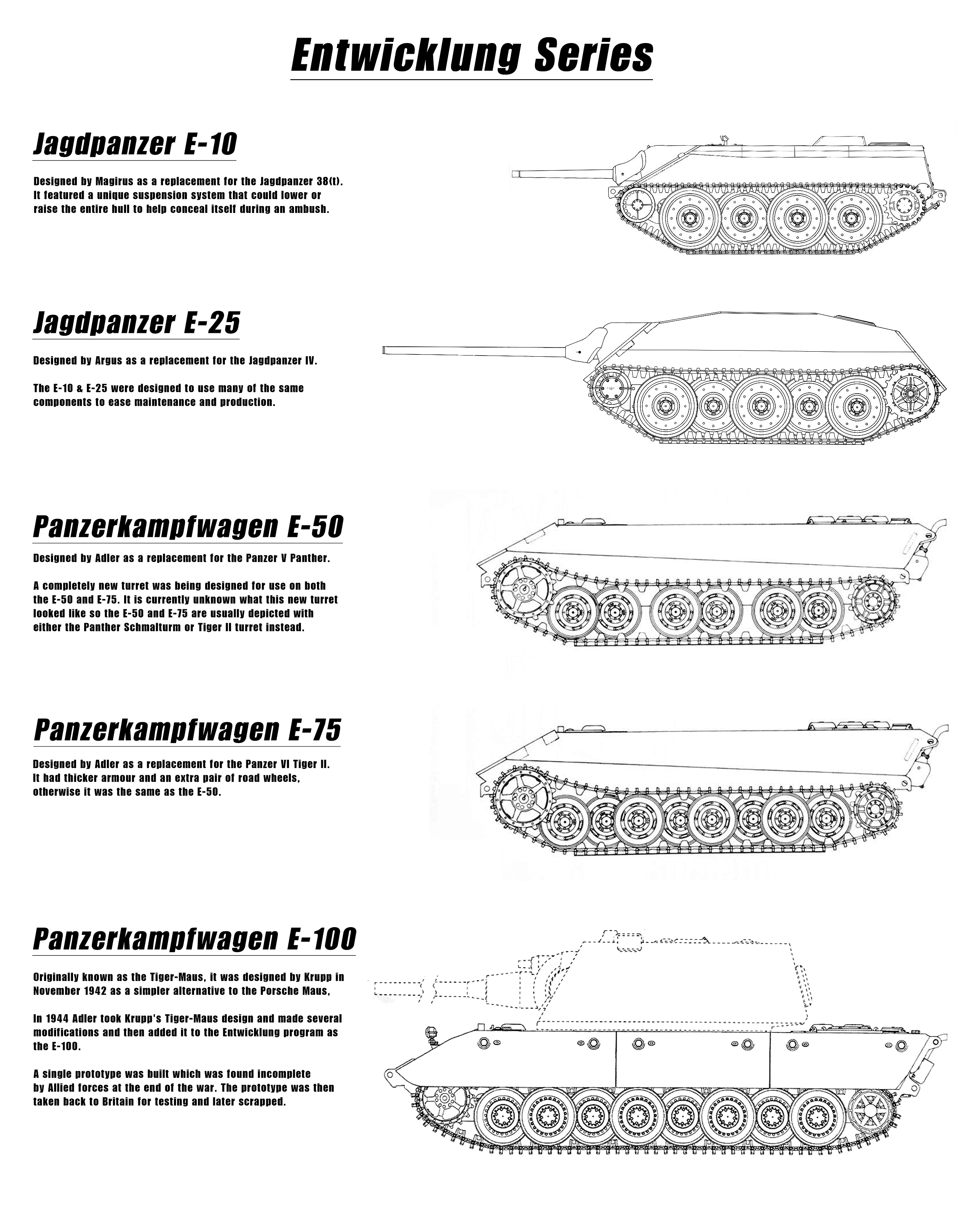
Е-серія

E-серія (від нім. Entwicklung — тр. «Ентві́клунґ», пер. «розвиток, розробка») — програма розробки серії німецьких танків часів Другої світової війни.
Незважаючи на те, що положення на фронтах, а головне, гострий дефіцит сировини робили масовий випуск танків нового покоління нереальним, проводилися інтенсивні дослідницькі та конструкторські роботи та будувалися дослідні зразки. В пріоритеті були скоріше нові розробки серед вузлів і механізмів, ніж масове виробництво, тому проєкти E-серії довірили компаніям, які не займалися виробництвом танків для фронтів, щоб не відволікати основні виробничі потужності.

## Історія
У травні 1942 року головний конструктор відділу випробувань танкового озброєння (WaPruf 6) Е. Кніпкамп створив спеціальну дослідницьку групу, яку очолив особисто. Ця група повинна була розробити ряд проєктів бойових машин, в яких передбачалося врахувати весь отриманий до цього часу бойовий досвід у галузі бронетехніки. Робота ця була особистою ініціативою Кніпкампа, і просувалась досить повільно — основні сили відділу випробувань танкового озброєння були задіяні на забезпечення серійного виробництва танків і розробку нових зразків на замовлення армії. Проте, до квітня 1943 року група сформулювала основні вимоги, які слід було втілити в нових бойових машинах. Весь проєкт отримав позначення «серія Е».

### Вимоги до машин
- максимально посилити захист лобової частини корпусу, посилити озброєння і збільшити об'єм боєкомплекту;
- створити єдиний блок трансмісії і забезпечити його простий монтаж і демонтаж в корпусі для спрощення обслуговування і ремонту;
- для збільшення внутрішнього об'єму корпусу і зниження загальної висоти машин використовувати підвіску з розміщенням пружних елементів зовні корпусу, а також змінити компанування, розмістивши двигун з трансмісією в кормі;
- конструкція підвіски повинна забезпечити можливість натягу гусениці при зірваному лінивці або частини котків для можливості відведення танка в тил;
- використовувати максимальну кількість однакових вузлів і агрегатів на всіх бойових машинах, для полегшення виробництва, обслуговування і ремонту.

### Перелік машин
- Е-5 — малий двомісний розвідувальний танк.
- Е-10 — малий розвідувальний танк, винищувач танків масою близько 15 тонн. Мав озброюватися 75-мм гарматою Pak 40 L/48.
- Е-25 — танк масою близько 25-30 тонн. Мав озброюватися 75-мм гарматою Pak 42 L/70.
- Е-50 — середній танк масою близько 50 тонн.
- Е-75 — важкий танк масою близько 75–80 тонн.
- Е-100 — надважкий танк масою 130–140 тонн, альтернатива надважкого танка Maus.

## E-5
E-5 мав бути легким танком 5-10 тонн у вазі і бути заміною Pz 38(t) у сімействі легких танків Третього Рeйху, використовуватись як легка розвідувальна машина, конструкція передбачала відсутність башти (як у Jagdpanzer). Також розроблялась версія бронетранспортера на базі E-5. У архівах немає ніякої інформації про тактико-технічні характеристики цього танку, а також про можливе озброєння чи устаткування. До наших днів ніяких доказів існування цього танка не було знайдено в первинних джерелах, і цілком ймовірно, що E-5 — післявоєнна вигадка.

## E-10
Jagdpanzer E-10 — проєкт легкого танка масою близько 10 тонн.
Роботи над створенням E-10 почалися в 1944 році. Він повинен був бути максимально уніфікований з іншими танками E-серії, будучи при цьому якомога більш технологічним у виробництві і не вимагали великих витрат ресурсів. Проєкт танка був створений компанією «Kloeker-Humboldt-Deutz», яка до цього ніколи не займалася розробкою бронетехніки. Планувалося замінити цим легким танком танк Pz 38(t) і машини на його базі, а також винищувач танків Jagdpanzer 38. Примітно, що назва Hetzer початково призначалась саме для E-10, але через помилку на чеському заводі Škoda протягом кількох тижнів назви були переплутані, і зрештою найменування прижилось серед солдатів саме для Jg Pz 38 та було поширене істориками після війни.
Конструкція E-10 в цілому схожа на конструкцію легких винищувачів танків Jagdpanzer 38. З метою економії маси, зменшення кількості деталей і зниження загальної висоти танка башту як таку було вирішено виключити. В результаті корпус досить простої форми отримав сильно нахилений верхній лобовий бронелист, в якому монтувалася 75-мм гармата 7.5 cm Pak 39 (як на «Гетцері»).
Опорні котки розташовувалися в шаховому порядку, по чотири на борт діаметром 1000 мм кожен. Їх підвіска складалася з зовнішніх важелів, що кріпилися до корпусу, з використанням шайб як пружин. За допомогою гідравлічного приводу можна було регулювати висоту кліренсу: вона варіювалася в межах 200 мм. Таким чином, загальна висота танка була в межах 1400—1600 мм.
Через скромні розміри довелося відмовитися від стандартного для німецьких танків і САУ компонування — тепер гідродинамічна трансмісія розташовувалася позаду, поруч з двигуном. Це спрощувало її демонтаж та обслуговування, і крім того, дозволяло збільшити простір бойового відділення. Відсік двигуна і задні бронеплити планувалося зробити повністю знімними, щоб була можливість демонтувати двигун і трансмісію єдиним блоком.
Як основні типи силової установки планувалося використовувати бензинові мотори «Maybach HL 100» з водяним охолодженням потужністю 400 к/с або «Argus» з повітряним охолодженням потужністю 350 к/с. Проєктна швидкість E-10 становила 65-70 км / год при русі по шосе.
Роботи над проєктом E-10 припинилися через кілька місяців. Його передбачувана маса становила приблизно 15–16 тонн, хоча він за умовою повинен був бути десятитонних. Відсутність башти виключало можливість вести круговий обстріл без розвороту всієї машини, а підвіска і трансмісія не були добре освоєні промисловістю, що створило б перешкоди при розгортанні серійного виробництва.
Жодного прототипу легкого танка E-10 побудовано не було.

## E-25

E-25

Jagdpanzer E-25 — проєкт винищувача танків масою близько 25 тонн.
Договір на розробку шасі для винищувача танків E-25 був укладений навесні 1943 року з компанією «Аргус» з Карслруе. Проєктування велося під керівництвом доктора Клауе. Проєкт машини був представлений на розгляд військових тільки восени 1944 року. Нова машина нагадувала E-10, але мала більш потужне озброєння і велику масу. У січні комісія з розвитку танків ухвалила рішення про виготовлення трьох дослідних зразків для проведення випробувань. Корпуси E-25 почали збирати на заводі компанії Alkett в Берлін-Шпандау, але до кінця війни закінчити їх складання не вийшло.
На танки передбачалося встановлювати двигун Maybach HL 100 потужністю 400 к/с з можливістю заміни на Maybach HL 101, однак через затримки з відпрацюванням даних моторів на танк вирішили встановлювати 600-сильний двигун повітряного охолодження або ж авіаційний мотор Otto, потужністю 400 к/с. Однак два останні варіанти виявилися невдалими, в результаті чого на E-25 було вирішено встановити двигун Maybach HL 230. У ходовій частині використовувалися такі ж опорні котки, як і у E-10, але тепер їх було по 5 на борт. На танку планувалося використовувати 700-мм траки. E-25 мав лобове бронювання 50 мм, бортове — 30 мм, кормове — 20 мм. Дах і днище мали броню 20 мм. На винищувач танків планували встановлювати 75-мм гармату Pak 42 L/70, втім остаточного рішення про озброєння прийнято не було.

## E-50 та E-75
Проєкти E-50 і E-75 планувалися як «стандартні танки» (нім. Standardpanzer, тр. «Штандардпанцер»). E-50  розглядався як стандартний середній танк, на заміну Panther і Tiger I, а E-75, в свою чергу був задуманий як стандартний важкий танк і повинен був використовуватися як заміна Tiger II і Jagdtiger. Ці два танки повинні були мати однакові двигуни, паливні баки, систему охолодження, ведучі та напрямні колеса, механізм натягу гусениць, а також однакову форму і габарити, проте за рахунок менш сильного бронювання у E-50 внутрішній об'єм був більший. Все це дозволяло домогтися високого ступеня уніфікації машин. Варто відзначити, що проєктні роботи над цими проєктами до кінця Другої світової були далекі від завершення, не були підготовлені повні комплекти креслень, не кажучи про дослідні зразки. Справа обмежилася проведенням розрахунків, ряду випробувань і створення різних макетів і стендів, необхідних для цього. В кінці 1944 року передбачалося провести випробування елементів підвіски E-50 і Е 75 на корпусі «Королівського тигра», проте зробити цього не вдалося.
На танки планувалося встановити двигун Maybach HL 233 P, що планувався до запуску в серійне виробництво на початку 1945 року. Його потужність становила 900 к/с. Однак у зв'язку з тим, що роботи над цим двигуном були не завершені також розглядався варіант установки на танки двигуна Maybach HL 234, що мав таку ж потужність, однак до кінця війни роботи над цим двигуном також не були завершені. Передбачалося встановити на танки 8-швидкісну коробку передач з гідромеханічним приводом. Розрахункова швидкість руху E-50 становила 60 км / год, а Е 75 — 40 км/год. У підвісці даних машин передбачалося використовувати візки, що складалися з двох котків , закріплених на пружних балансирах. У підвісці E-50 використовувалося три візки на борт, а у Е 75 — чотири. Котки були зміщені один відносно іншого таким чином, щоб між ними проходив гребінь траків гусениці. Також слід зазначити, що гусениці E-50 передбачалося використовувати як транспортні для Е 75. Розробкою башт і озброєння для танків займалася компанія Krupp, однак до кінця війни питання про те, яке озброєння встановити на танки остаточно вирішене не було. Імовірно, це могли бути довгоствольні 88- і 105-мм гармати (перше — в тому числі довжиною 100 калібрів).

## E-100

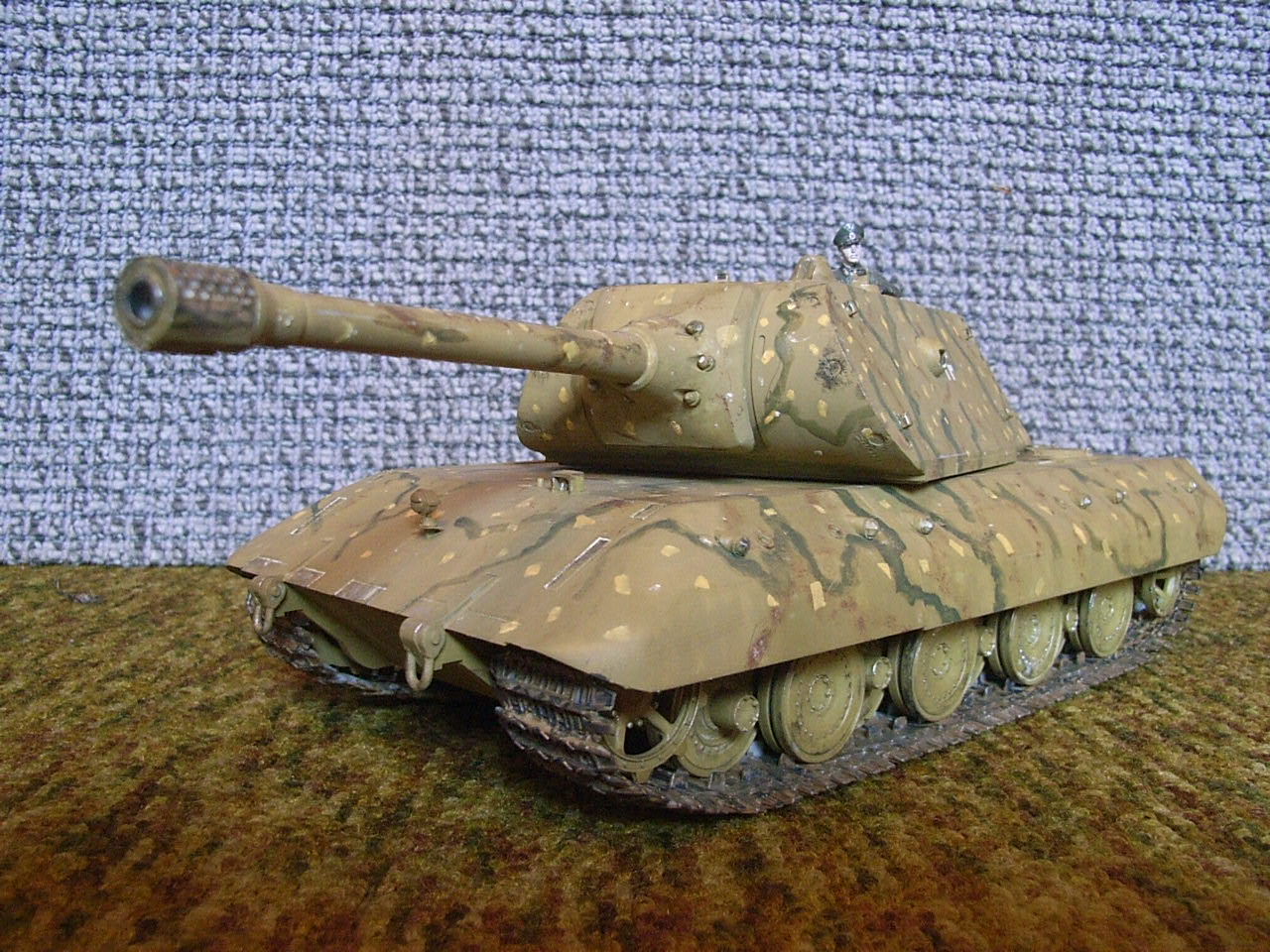
E-100 модель

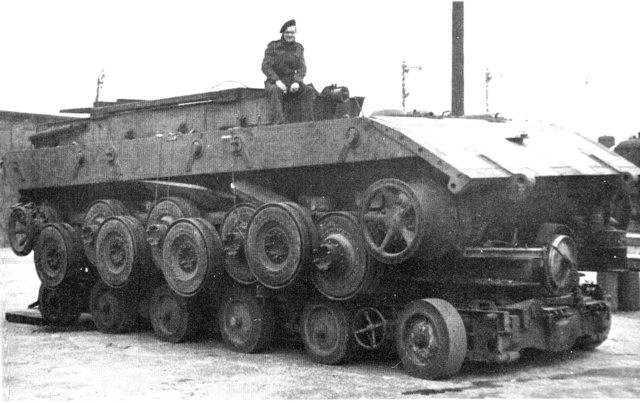
Тестове шасі E-100

E-100 — проєкт надважкого танка з масою ~ 130—140 тонн, розроблявся як альтернатива розробленому Ф. Порше надважкому танку Maus, яка при подібних бойових характеристиках з «Маусом» буде більш технологічною для масового виробництва. Проєктування почалося 30 липня 1943 року в Фрідберг. Розробку конструкції і будівництво дослідного зразка вела компанія «Adler». Незважаючи на особистий наказ Гітлера в кінці 1944 року припинити всі роботи над надважкими танками (що стосується як E-100, так і розробленого паралельно з ним «Maus»), проєктування тривало повільними темпами і було розпочато будівництво прототипу. Тривали роботи на заводі Henschel в Хаустенбеку і на полігоні Зеннелагер аж до закінчення війни. Незавершений дослідний зразок (шасі без башти) був захоплений в Зеннелагере на заводі «Хеншель» англійськими військами. У червні 1945 року E-100 був переправлений до Великої Британії для всебічних випробувань. Напівготовий E-100 був відправлений на металобрухт, тому до наших днів не зберігся.
На танку E-100, на відміну від інших машин серії «E», використовували традиційне для німецького танкобудування компонування — в якій двигун розташовувався в кормі, а провідні колеса і трансмісія — в передній частині танка. На E-100 планувалося встановлювати двигун Maybach HL 230P30 і рульове управління Henschel L 801. В перспективі планувалося встановити більш потужний Maybach HL 234 або дизель потужністю 1100—1200 к.с. З новим двигуном повинна була встановлюватися нова гідромеханічна трансмісія Maybach Mekydro. За розрахунками компанії «Adler» танк повинен був розвивати швидкість 40 кілометрів на годину, що дуже малоймовірно. У ходовій частини використовувалися прогумовані опорні котки діаметром 900 мм, що мали спіральні пружини. «Бойові» гусениці мали ширину 1000 мм, були розроблені також спеціальні «транспортні» гусениці шириною 550 мм. Лобове бронювання мало становити 150—200 мм під кутом 45 або 30 градусів, бортове — 120 мм, а кормове — 150 мм. Причому, верхня частина борту і верхня частина гусениць повинні були закриватися 90-мм екранами, які при перевезенні знімались. Слід сказати, що рішення про остаточне озброєння танка не прийняли. Передбачалося озброїти танк або 150-мм гарматою, або 174-мм гарматою. Швидше за все, для встановлення 174-мм гармати на шасі E-100, треба було б позбутися башти, зробивши нерухому рубку. Башта мала діаметр погона 3060 мм, її доручили розробляти компанії Krupp. Також розглядався варіант використання шасі E-100 як бази для різних САУ і спецмашин.

## Післявоєнні розробки
Після війни французи спроєктували і побудували серію броньованих бойових машин AMX 50, у якій використовували 1000 к/с двигун Maybach із заднім приводом, який був призначений для E-50 і E-75. Німецькі розробки танкобудування широко вивчались після війни, але Е-серію зокрема шасі від E-100 ніхто завершувати не хотів.

## У масовій культурі

### Стендовий моделізм
- Танки E-10-25-50-75-Flakpanzer[що?] — випускає компанія Trumpeter, в масштабі 1:35. Також на ринку присутні більш дрібні масштаби цих танків.

- Танк E-100 різних модифікацій в масштабі 1:35 випускаються компаніями Dragon з баштою від танка Маус, Trumpeter з вигаданої баштою нібито компанії Henschel і самохідкою, оснащеною 170 мм стволом (теж фантазія на тему, як би воно могло виглядати, якби німецькі конструктори почали розробку такої САУ).

### У комп'ютерних іграх
- У MMO-іграх World of Tanks, World of Tanks Blitz і World of Tanks Console представлені такі танки серії E: E-25 (як протитанкова САУ), E-50 і вигаданий розробниками E-50 Ausf. M (як середні танки), E-75 і E-100 (як важкі танки), вигадані САУ на базі Waffenträger auf E 100 зі 128-мм гарматою KwK 44 L/55 з барабанним автоматом заряджання[a][3], Jadgpanzer E 100 зі 170-мм гарматою (як протитанкові САУ) і G.W. E 100 з 210-мм Mörser 18/2[en] (як гаубична САУ).

- Танки E-100 (башта від Panzer VIII Maus), E-75, E-50, E-25 і E-10 представлені в модифікації «GZM» для гри «Бліцкриг».

- Важкі танки E-50, E-75 і E-100, винищувач танків JgPz E-100, E-10, надважкі танк Е-90 (Танк E-100 з баштою, схожою з баштою Pz.Kpfw Vl Ausf B "Tiger ll") представлені в браузерній грі Ground War: Tanks.

- Важкий танк E-100 представлений в ММО-грі War Thunder як унікальний акційний танк.